# Port lotniczy Wadi Halfa
Port lotniczy Wadi Halfa (IATA: WHF, ICAO: HSSW) – port lotniczy położony w Wadi Halfa, w Sudanie.